# Szczyr
Szczyr (Mercurialis L.) – rodzaj roślin jednorocznych i bylin należący do rodziny wilczomleczowatych. Obejmuje 10 gatunków. Rośliny te występują w Europie, północnej Afryce, wschodniej Azji. Jako rośliny introdukowane rosną w Kalifornii (Ameryka Północna), w południowych częściach Ameryki Południowej i Afryki oraz na Nowej Zelandii. Do flory Polski należą dwa gatunki: szczyr roczny (M. annua) i szczyr trwały (M. perennis).

## Morfologia

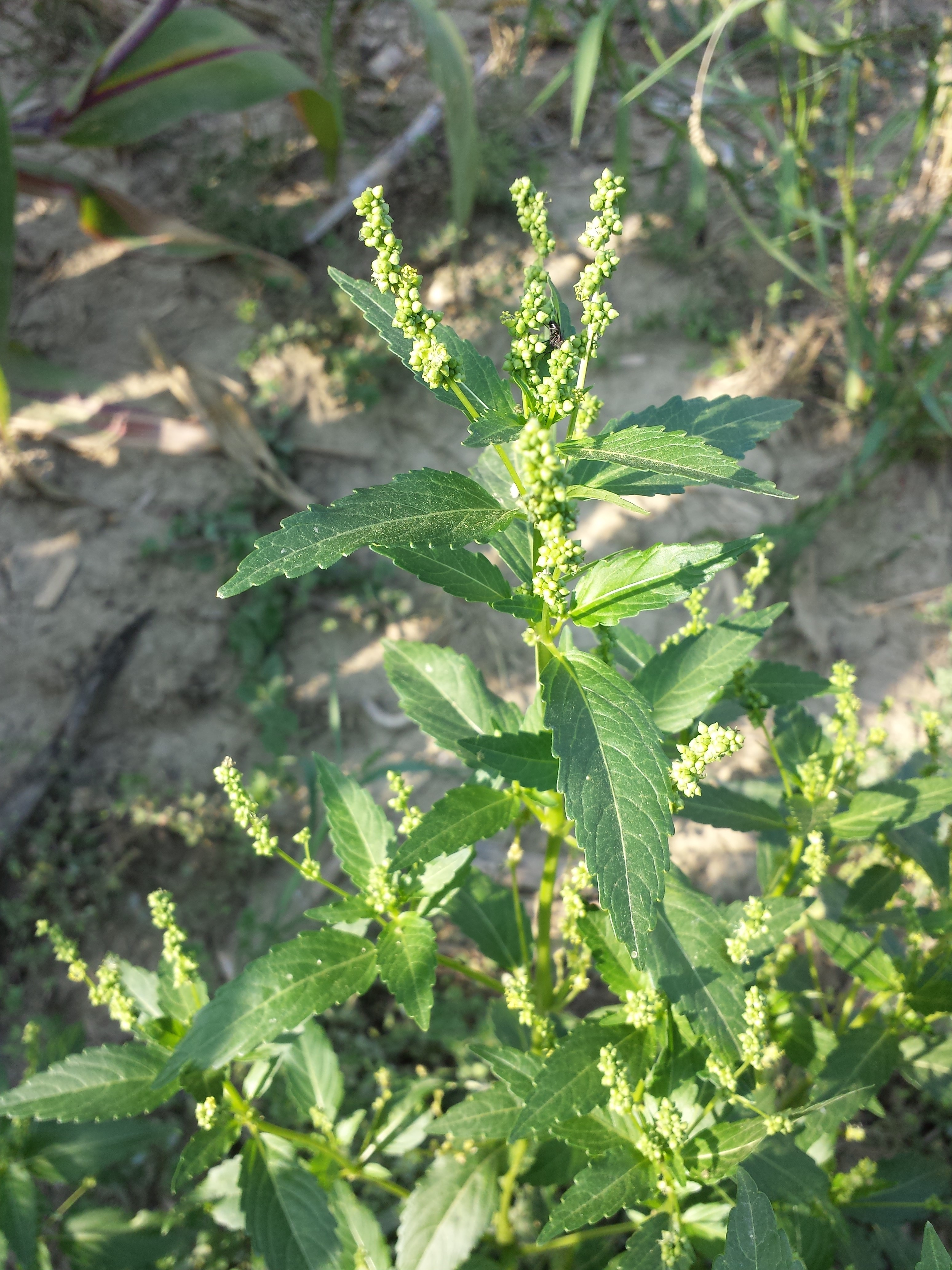
Szczyr roczny

PokrójRośliny zielne (byliny i rośliny jednoroczne) z cienkimi rozłogami, dwupienne lub jednopienne, pokryte nierozgałęzionymi włoskami, pozbawione soku mlecznego.
LiścieRośliny o ulistnieniu naprzeciwległym, z błoniastymi przylistkami. Liście pojedyncze, o blaszce karbowanej lub piłkowanej.
KwiatyJednopłciowe. Zarówno kwiaty męskie jak i żeńskie mają okwiat trójdziałkowy. Kwiaty męskie zawierają od kilku do kilkunastu pręcików. Kwiaty żeńskie mają jeden słupek o zalążni z dwiema komorami zawierającymi pojedyncze zalążki i dwóch znamionach.
OwoceOwłosione lub nagie torebki.

## Systematyka
Pozycja systematyczna
Rodzaj z rodziny wilczomleczowatych Euphorbiaceae w obrębie której zaliczany jest do podrodziny Acalyphoideae, plemienia Acalypheae i podplemienia Mercurialinae.
Wykaz gatunków
- Mercurialis annua L. – szczyr roczny
- Mercurialis canariensis Obbard & S.A.Harris
- Mercurialis corsica Coss. & Kralik
- Mercurialis elliptica Lam.
- Mercurialis huetii Hanry
- Mercurialis leiocarpa Siebold & Zucc.
- Mercurialis × longifolia Lam.
- Mercurialis ovata Sternb. & Hoppe
- Mercurialis × paxii Graebn.
- Mercurialis perennis L. – szczyr trwały
- Mercurialis reverchonii Rouy
- Mercurialis tomentosa L.